# 赵匀
赵匀（1943年8月—2017年11月），男，山东省潍坊市人，1968年7月本科毕业于东北农学院农业机械化专业，1981年东北农学院获得农业机械设计与理论工学硕士学位，师从蒋亦元院士。全国模范教师。

## 生平
1967年9月毕业于东北农学院（今东北农业大学）农业机械化专业。1981年获得东北农学院农业机械设计与理论工学硕士学位，师从蒋亦元院士，毕业后留校任教。1984年初到日本筑波国际农业机械化中心进修一年，回国后在东北农业大学担任教师、讲师、副教授和教授。1993年1月转到浙江农业大学工作，1993年9月起任农业机械研究所所长、工程学院副院长、院长，1997年3月任浙江农大副校长。1999年8月转任浙江工程学院院长，2004年5月学校更名浙江理工大学，任校长至2004年11月。
曾任浙江省人大常委；中国农业工程学会副理事长、浙江省农业工程学会理事长、浙江大学农业机械化工程学科带头人、浙江大学、沈阳农业大学博士生导师、浙江省九三学社副主委和中央委员，浙江省人民政府参事，《农业工程学报》、《农业机械化研究》副主任编委、《农业机械学报》编委、黑龙江农业机械联盟首席专家、东北农业大学、浙江理工大学机械与自动控制学院博士生导师等职务。

## 主要成就
主要从事农业机械现代创新设计平台和移栽机械研究。获得1件国际发明专利、51件国家发明专利，转让20件，转让经费348万元，获得28件软件著作权，转让经费70万元，总科研转让经费920万。研究的“高速插秧机机构创新、机理研究和产品研制”获国家发明二等奖。获1项省部级一等奖、2项二等奖、2项教育科技一等奖。发表130余篇文章，出版3部专著，专著获得机械工业出版社一等奖、省高校优秀成果一等奖、中国机械工业联合会二等奖。